# Atletismo nos Jogos da Lusofonia de 2009
O atletismo nos Jogos da Lusofonia de 2009 foi disputado no Estádio Universitário em Lisboa, Portugal, para as provas de campo e pista, e na Avenida Marginal de Oeiras para a corrida de estrada em 10 km. No total foram realizados 31 eventos entre os dias 12, 13 e 19 de julho de 2009.
Ainda no programa do atletismo, foram disputados três eventos para atletas com deficiência física motora, denominado desporto para deficientes, no Estádio Universitário de Lisboa em 12 de julho. Um evento não contou para o quadro geral de medalhas devido a participação de apenas um atleta.

## Calendário
| Atletismo | Julho | Julho | Julho | Julho | Julho | Julho | Julho | Julho | Julho | Julho |
| Atletismo | 10    | 11    | 12    | 13    | 14    | 15    | 16    | 17    | 18    | 19    |
| --------- | ----- | ----- | ----- | ----- | ----- | ----- | ----- | ----- | ----- | ----- |
| Masculino |       |       | 7     | 8     |       |       |       |       |       | 1     |
| Feminino  |       |       | 6     | 8     |       |       |       |       |       | 1     |

|  | Dia de competição |  | Dia de final |

## Medalhistas

### Masculino
| Evento                            | Ouro                                                                       | Ouro     | Prata                                                                            | Prata    | Bronze                                                                                    | Bronze   |
| --------------------------------- | -------------------------------------------------------------------------- | -------- | -------------------------------------------------------------------------------- | -------- | ----------------------------------------------------------------------------------------- | -------- |
| 100 metros detalhes               | POR Francis Obikwelu                                                       | 10s18    | BRA José Carlos Moreira                                                          | 10s33    | BRA Jorge Sena                                                                            | 10s35    |
| 200 metros detalhes               | POR Arnaldo Abrantes                                                       | 20s64    | BRA Bruno de Barros                                                              | 20s78    | BRA Hugo Sousa                                                                            | 20s90    |
| 400 metros detalhes               | BRA Eduardo Vasconcelos                                                    | 46s32    | POR João Pedro Ferreira                                                          | 47s00    | BRA Luis Ambrósio                                                                         | 47s14    |
| 800 metros detalhes               | BRA Lutimar Paes                                                           | 1m48s89  | POR Rui Silva                                                                    | 1m49s03  | POR Renato Silva                                                                          | 1m49s68  |
| 1500 metros detalhes              | SRI Chaminda Wijekoon                                                      | 3m48s15  | POR Hélio Gomes                                                                  | 3m48s91  | BRA Hudson Souza                                                                          | 3m49s26  |
| 5000 metros detalhes              | POR Manuel Damião                                                          | 14m34s69 | POR Eduardo Mbengani                                                             | 14m35s76 | BRA Ubiratan Santos                                                                       | 14m51s73 |
| 110m com barreiras detalhes       | BRA Anselmo Silva                                                          | 13s97    | POR Luís Sá                                                                      | 14s22    | POR Rasul Dabo                                                                            | 14s35    |
| 400m com barreiras detalhes       | BRA Raphael Fernandes                                                      | 50s61    | BRA João Santos Neto                                                             | 51s09    | MOZ Kurt Leonel Couto                                                                     | 51s10    |
| 3000m com obstáculos detalhes     | POR Alberto Paulo                                                          | 8m38s48  | POR Pedro Ribeiro                                                                | 8m39s90  | BRA Fernando Fernandes                                                                    | 9m32s90  |
| Revezamento 4x100 metros detalhes | BRA Brasil Vicente Lima José Carlos Moreira Jorge Sena Bruno de Barros     | 39s30    | POR Portugal Dany Gonçalves Arnaldo Abrantes Edi Souza Francis Obikwelu          | 39s31    | SRI Sri Lanka Mohamed Safran Ashan Ranasinhage Jeewan Warnakulasuriya Shehan Ambepitiyage | 40s38    |
| Revezamento 4x400 metros detalhes | BRA Brasil Luis Ambrósio Wallace Vieira Rodrigo Bargas Eduardo Vasconcelos | 3m07s76  | POR Portugal Filipe Santos António Rodrigues Bruno Gualberto João Pedro Ferreira | 3m13s10  | SRI Sri Lanka Mohamed Safran Ashan Ranasinhage Jeewan Warnakulasuriya Shehan Ambepitiyage | 3m21s70  |
| Salto em altura detalhes          | BRA Guilherme Cobbo                                                        | 2,16 m   | POR Paulo Gonçalves                                                              | 2,12 m   | ANG Ulika Bravo da Costa                                                                  | 2,06 m   |
| Salto em distância detalhes       | POR Marcos Chuva                                                           | 8,09 m   | POR Marcos Caldeira                                                              | 7,83 m   | BRA Rogério Bispo                                                                         | 7,78 m   |
| Salto triplo detalhes             | POR Nélson Évora                                                           | 17,15 m  | BRA Jefferson Sabino                                                             | 16,48 m  | POR Marcos Caldeira                                                                       | 16,41 m  |
| Arremesso de peso detalhes        | POR Marco Fortes                                                           | 19,74 m  | BRA Gustavo Mendonça                                                             | 17,89 m  | BRA Ronald Julião                                                                         | 17,63 m  |
| Estrada 10km detalhes             | POR Rui Pedro Silva                                                        | 30m14s   | BRA Daniel Silva                                                                 | 30m30s   | POR Ricardo Ribas                                                                         | 30m46s   |

### Feminino
| Evento                            | Ouro                                                                      | Ouro     | Prata                                                                    | Prata    | Bronze                                                                                    | Bronze   |
| --------------------------------- | ------------------------------------------------------------------------- | -------- | ------------------------------------------------------------------------ | -------- | ----------------------------------------------------------------------------------------- | -------- |
| 100 metros detalhes               | BRA Lucimar Moura                                                         | 11s30    | POR Sónia Tavares                                                        | 11s39    | POR Carla Tavares                                                                         | 11s52    |
| 200 metros detalhes               | POR Sónia Tavares                                                         | 23s64    | BRA Evelyn Santos                                                        | 23s79    | BRA Vanda Gomes                                                                           | 23s91    |
| 400 metros detalhes               | BRA Jailma Lima                                                           | 52s63    | BRA Emmily Pinheiro                                                      | 53s29    | SRI Chandrika Mudiyanselage                                                               | 53s41    |
| 800 metros detalhes               | POR Sandra Teixeira                                                       | 2m06s42  | BRA Christiane Santos                                                    | 2m07s14  | STP Adimilda de Sousa                                                                     | 2m07s15  |
| 1500 metros detalhes              | POR Jéssica Augusto                                                       | 4m15s86  | BRA Sabine Heitling                                                      | 4m17s68  | BRA Christiane Santos                                                                     | 4m21s45  |
| 5000 metros detalhes              | POR Sara Moreira                                                          | 15m45s05 | POR Leonor Carneiro                                                      | 16m15s40 | BRA Fabiana Silva                                                                         | 16m21s79 |
| 100m com barreiras detalhes       | BRA Fabiana Moraes                                                        | 13s32    | POR Mónica Lopes                                                         | 13s66    | BRA Giselle Albuquerque                                                                   | 13s73    |
| 400m com barreiras detalhes       | BRA Lucimar Teodoro                                                       | 56s69    | POR Patrícia Lopes                                                       | 57s05    | BRA Luciana França                                                                        | 58s82    |
| Revezamento 4x100 metros detalhes | BRA Brasil Rosemar Coelho Neto Lucimar Moura Thaissa Presti Evelyn Santos | 44s08    | POR Portugal Andréia Felisberto Tânia Duarte Carla Tavares Sónia Tavares | 45s05    | nenhum                                                                                    | —        |
| Revezamento 4x400 metros detalhes | BRA Brasil Geisa Coutinho Emmily Pinheiro Sheila Ferreira Jailma Lima     | 3m34s16  | POR Portugal Andréia Felisberto Tânia Duarte Carla Tavares Sónia Tavares | 3m37s90  | STP São Tomé e Príncipe Glória Espírito Santo Lacabela Quaresma Celma Bonfim Ludmila Leal | 4m06s14  |
| Salto em altura detalhes          | BRA Lucimara Silva                                                        | 1,81 m   | BRA Mônica Freitas                                                       | 1,78 m   | POR Marisa Anselmo                                                                        | 1,74 m   |
| Salto em distância                | POR Naide Gomes                                                           | 6,74 m   | BRA Keila Costa                                                          | 6,71 m   | BRA Fernanda Gonçalves                                                                    | 6,20 m   |
| Salto triplo detalhes             | POR Patrícia Mamona                                                       | 13,79 m  | BRA Fernanda Gonçalves                                                   | 13,41 m  | BRA Tânia Silva                                                                           | 13,23 m  |
| Arremesso de peso detalhes        | BRA Elisângela Adriano                                                    | 17,02 m  | BRA Andrea Britto                                                        | 16,26 m  | POR Maria Antónia Borges                                                                  | 15,24 m  |
| Estrada 10km detalhes             | POR Fernanda Ribeiro                                                      | 32m49s   | POR Marisa Barros                                                        | 33m14s   | BRA Adriana Silva                                                                         | 35m36s   |

### Desporto para deficientes
| Evento                               | Ouro                     | Ouro  | Prata                     | Prata | Bronze                   | Bronze |
| ------------------------------------ | ------------------------ | ----- | ------------------------- | ----- | ------------------------ | ------ |
| 400m masculino motora em pé detalhes | ANG Cândido Cândido      | 54s07 | POR José António Monteiro | 54s52 | ANG Alfredo Manuel Zinga | 55s42  |
| 400m feminino motora em pé detalhes  | ANG Maria Celeste Manuel | 73s91 | BRA Jenifer Santos        | 74s38 | CPV Suely Sanches        | 79s44  |
| 1500m masculino em cadeira de rodas  | CPV Francisco Pina       | -     | nenhum                    | -     | nenhum                   | -      |

## Quadro de medalhas
| Ordem | País                    | Medalha de ouro | Medalha de prata | Medalha de bronze | Total |
| ----- | ----------------------- | --------------- | ---------------- | ----------------- | ----- |
| 1     | POR Portugal            | 15              | 18               | 7                 | 40    |
| 2     | BRA Brasil              | 15              | 15               | 16                | 46    |
| 3     | ANG Angola              | 2               | 0                | 2                 | 4     |
| 4     | SRI Sri Lanka           | 1               | 0                | 3                 | 4     |
| 5     | STP São Tomé e Príncipe | 0               | 0                | 2                 | 2     |
| 6     | CPV Cabo Verde          | 0               | 0                | 1                 | 1     |
|       | MOZ Moçambique          | 0               | 0                | 1                 | 1     |
| Total | Total                   | 33              | 33               | 32                | 98    |